# Gốc triphenylmethyl
Gốc triphenylmethyl (thường được viết tắt là gốc trityl) là một hợp chất hữu cơ có công thức (C6H5)3C. Đây là gốc tự do bền, là gốc tự do đầu tiên được mô tả trong hóa học hữu cơ. Gốc trityl được nhắc đến nhiều trong hóa học hữu cơ.

## Điều chế và tính chất hóa học
Điều chế gốc triphenylmethyl bằng cách đồng ly triphenylmethyl chloride 1 dưới xúc tác là một kim loại như bạc hoặc kẽm trong dung môi benzen hoặc diethyl ether. Gốc 2 tạo thành trạng thái cân bằng hóa học với dimer kiểu quinoid 3 (dimer Gomberg). Trong dung môi benzen, nồng độ của gốc triphenylmethyl là 2%. 
Dung dịch chứa gốc triphenylmethyl có màu vàng. Khi tăng nhiệt độ của dung dịch, màu vàng trở nên đậm hơn khi cân bằng chuyển dịch theo hướng cho tạo gốc tự do (phù hợp với nguyên lý Le Chatelier).
Khi tiếp xúc với không khí, gốc triphenylmethyl bị oxy hóa nhanh chóng thành peroxide và màu của dung dịch chuyển từ vàng sang không màu. Tương tự như vậy, gốc triphenylmethyl phản ứng với iod tạo thành triphenylmethyl iodide.
Trong khi gốc triphenylmethyl tạo thành dimer quinoid, thì các dẫn xuất của chúng tạo thành dimer có cấu trúc hexaphenylethan. Nghiên cứu trên tia X cho hợp chất hexakis(3,5-di-t-butylphenyl)ethan cho độ dài liên kết là 1,67 Å. Các tính toán lý thuyết ở mức độ lý thuyết cao chỉ ra rằng lực van der Waals giữa các nhóm tert-butyl tạo ra điện thế cực tiểu, vốn không có ở các dẫn xuất của nó.

## Lịch sử
Moses Gomberg là người phát hiện gốc triphenylmethyl vào năm 1900 tại Đại học Michigan. Ông cố gắng điều chế hexaphenylethan từ triphenylmethyl chloride và kẽm trong benzen theo phản ứng Wurtz và nhận thấy rằng sản phẩm tạo thành phản ứng mạnh hơn nhiều so với dự đoán (khi cho phản ứng với oxy và iod). Phổ cộng hưởng thuận từ điện tử (ESR) xác nhận cấu trúc của gốc.
Cấu trúc dimer quinoid chính xác được đề xuất từ năm 1904, tuy vậy cấu trúc này ngay sau đó đã bị cộng đồng khoa học bác bỏ vì họ ủng hộ cấu trúc của hexaphenylethan (4). Phải đến năm 1968, các nhà nghiên cứu tại Vrije Universiteit Amsterdam công bố dữ liệu phổ cộng hưởng từ proton thì xác nhận cấu trúc của dimer quinoid là chính xác.